# マリコパ郡 (アリゾナ州)
マリコパ郡（英: Maricopa County、発音: /ˌmærɨˈkoʊpə/、MAR-ə-KOH-pə）は、アメリカ合衆国アリゾナ州の郡である。人口は442万0568人（2020年）で州内最多であり、州人口の6割以上が集まっている。
全米の郡の中でも4番目の多さであり、23州の人口を上回っている。郡庁所在地は州内最大で州都でもあるフェニックスである。アリゾナ州は全米で最も人口が一極集中化した州のひとつである。
人口の爆発はForbesによる2007年度調査でも明らかであり、国内で成長速度の速い都市トップ10の中にマリコパ郡の都市が4つ入っている。それらは、バックアイ（第2位）、サプライズ（第3位）、グッドイヤー（第4位）およびエイボンデール（第9位）である。これらの4都市は全てフェニックス市西側のブームを呼んでいる「ウェストバレー」地区にある。
郡内には5つのインディアン居留地がある。この内最大級のものはスコッツデールの東、ソルト川ピマ・マリコパ・インディアン社会とフェニックスの南、ヒラ川インディアン社会であり、どちらもカジノを運営している。

## 地理
アメリカ合衆国国勢調査局による報告では、市域全面積は9,224平方マイル (23,891 km2)、このうち陸地が9,203平方マイル (23,836 km2) であり、水域は21平方マイル (55 km2)、水域率は0.23%である。

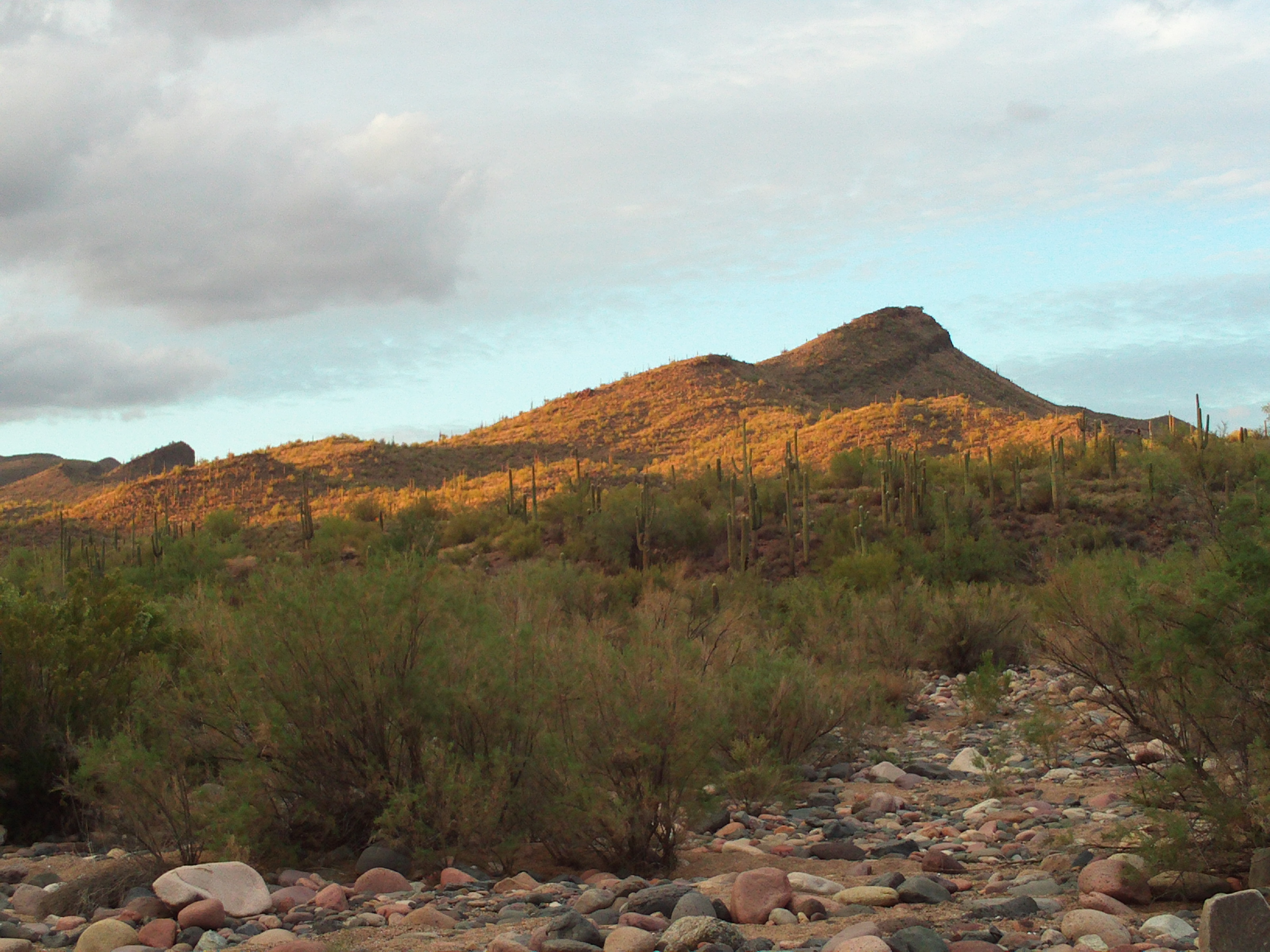
バートレット付近

### 主要高規格道路
- 州間高速道路8号線
- 州間高速道路10号線
- 州間高速道路17号線
- アメリカ国道60号線
- 環状101号線
- 環状202号線
- 環状303号線
- アリゾナ州道51号線
- アリゾナ州道71号線
- アリゾナ州道74号線
- アリゾナ州道85号線
- アリゾナ州道87号線
- アリゾナ州道143号線
- アリゾナ州道347号線

### 隣接する郡
- ラパス郡 - 西側
- ユマ郡 - 西側
- ピマ郡 - 南側
- ピナル郡 - 南東側
- ヒラ郡 - 東側
- ヤヴァパイ郡 - 北側

### 国定自然保護地域
- ソノラ砂漠国立モニュメント（部分）
- トント国立の森（部分）

## 人口動態
以下は2000年国勢調査による人口統計データである。
| 基礎データ - 人口: 3,072,149人 - 世帯数: 1,132,886世帯 - 家族数: 763,565家族 - 人口密度: 129人/km2（334人/mi2） - 住居数: 1,250,231軒 - 住居密度: 52軒/km2（136/mi2） 人種別人口構成 - 白人: 77.35% - アフリカン・アメリカン: 3.73% - ネイティブ・アメリカン: 1.85% - アジア人:2.16% - 太平洋諸島系: 0.14% - その他の人種: 11.86% - 混血: 2.91% - ヒスパニック・ラテン系: 29.5% - 家庭でスペイン語を話す比率: 19.10% 年齢別人口構成 - 18歳未満: 27.00% - 18-24歳: 10.20% - 25-44歳: 31.40% - 45-64歳: 19.80% - 65歳以上: 11.70% - 年齢の中央値: 33歳 - 性比（女性100人あたり男性の人口） - 総人口: 100.10 - 18歳以上: 98.10 | 世帯と家族（対世帯数） - 18歳未満の子供がいる: 33.00% - 結婚・同居している夫婦: 51.60% - 未婚・離婚・死別女性が世帯主: 10.70% - 非家族世帯: 32.60% - 単身世帯: 24.50% - 65歳以上の老人1人暮らし: 7.90% - 平均構成人数 - 世帯: 2.67人 - 家族: 3.21人 収入と家計 - 収入の中央値 - 世帯: 45,358米ドル - 家族: 51,827米ドル - 性別 - 男性: 36,858米ドル - 女性: 28,703米ドル - 人口1人あたり収入: 22,251米ドル - 貧困線以下 - 対人口: 11.70% - 対家族数: 8.00% - 18歳未満: 15.40% - 65歳以上: 7.40% |

### 2005年推計
出典:
- 白人（非ヒスパニック）: 61.5%
- アフリカン・アメリカン: 4.3%
- アジア人: 2.7%
- ネイティブ・アメリカン: 2.2%
- 太平洋諸島系: 0.2%
- 混血: 1.6%
- ヒスパニック: 30.1%

- 2005年7月1日時点で、郡内総人口は 3,635,528人、2000年と比較して18%増、男性の構成比は 50.3%、女性 49.7%となっている[7]。

年齢別人口構成
- 18歳以下: 27.4%
- 19-64歳: 61.5%
- 65歳以上: 11.1%

## 政治
マリコパ郡は共和党の強い地盤として長い歴史がある。フェニックス市や郡内他の小地域は民主党寄りの傾向があるが、郡内他の地域は共和党に多く投票する傾向にある。1948年以降全ての共和党大統領候補がマリコパ郡を制してきた。この中には1964年のアリゾナ州出身候補者バリー・ゴールドウォーターも含まれている。ゴールドウォーターはマリコパ郡で21,000票差を付けていなければ、アリゾナ州を制することもできなかったはずである。2008年大統領選挙では、国内でジョン・マケインがバラク・オバマに勝った郡として最も人口の多い郡となった。
マリコパ郡はその共和党寄りの姿勢にも拘わらず、2006年の住民投票では命題107に反対した。この命題はゲイ同士の結婚を禁じ、同性愛のカップルに夫婦並みの権利を与えることを制限するものだったが、マリコパ郡では51.6%対48.4%という僅差で否決された。アリゾナ州はこの年、51.8%対48.2%という結果でゲイ同士の結婚禁止を拒否した最初の州になったが、マリコパ郡は州全体とは異なる選択をした。2008年、同性同士の結婚を禁じる州憲法改正案が成立し、マリコパ郡住民の多数がこれに賛成した。
マリコパ郡管理委員会は5つの地区の一般選挙で選ばれた5人の委員によって構成されている。現在の内訳は共和党4人、民主党1人であり、共和党委員はより裕福で保守的な地区の選出であり、民主党委員は最大地区の選出である。各委員は4年任期であり、連続して再選可能である。委員会はアリゾナ州法で規定される法と権限の範囲内で郡に対して執行権がある。この点でアリゾナ州議会は事実上郡の立法府であり、小さな条令や税の徴収などは郡管理委員会に制限付きで自由裁量が与えられている。委員長は委員の中の1人が1年任期で担当し、公聴会を経て委員の互選で選出される。アリゾナ州の都市や町とは異なり、各郡は認可された政体ではなく、政治的にも法的にも州の小区分と考えられている。
郡の保安官、検事、税査定官、財務官、学校長、記録官、警察官、治安判事、最高裁判所事務官の選出、および最高裁判所判事の留任についても一般投票で決定される。
1993年から2016年までの間に保安官を務めたジョー・アルパイオは、自身を「アメリカで最もタフな保安官」と称するほど強硬な政策をとることでも知られており、2017年7月には裁判所命令の無視などによる法廷侮辱罪で有罪判決を受けたが、同年8月にドナルド・トランプ大統領の恩赦を受けた事でも知られている
なお、2017年にはアルパイオの後任としてポール・ペンゾンが保安官に就任した。
マリコパ郡にはアリゾナ州人口のほぼ60%が住んでいるので、アリゾナ州の政治でも支配的である。州内8選挙区のうち6つはマリコパ郡の地域内にかなりの比率で入っており、州内で最も著名な選出役人の大半は郡内に住んでいる。

## 交通
郡内は3本の州間高速道路（8号線、10号線および17号線）と1本のアメリカ国道（60号線）、および幾本かの州道（51号線、74号線、85号線、87号線、143号線、環状101号線、環状202号線、および環状303号線）が走っている。

## 都市と町

### 都市
- フェニックス（郡庁所在地）
- メサ
- チャンドラー
- グレンデール
- スコッツデール
- ピオリア（大部分）
- テンピ
- サプライズ
- グッドイヤー
- バックアイ
- エイボンデール
- エル・ミラージュ
- アパッチジャンクション（小部分）
- トールソン
- リッチフィールドパーク

### 町
- ギルバート
- クィーンクリーク（大部分）
- ファウンテン・ヒルズ
- ケアフリー
- ケイブクリーク
- ヒラベンド
- グアダルーペ
- パラダイスバレー
- ウィッケンバーグ
- ヤングタウン

### 国勢調査指定地域
- サンシティ
- サンシティウェスト
- ニューリバー
- リオベルデ
- サンレイクス

### その他の地域社会
| - アギラ - アンセム - アーリントン - サークルシティ - ヒグリー - コマトケ - ラビーン - リバティ - モービル | - モリスタウン - パロベルデ - セバ - トノパー - トーティラフラット - ワッデル - ウィンタースバーグ - ウィットマン |